# Championnats d'Europe de patinage artistique 1956
Navigation
Édition précédente Édition suivante
Les championnats d'Europe de patinage artistique 1956 ont lieu du 19 au 21 janvier 1956 au Vélodrome d'Hiver de Paris en France.
L'Union soviétique participe pour la première fois aux championnats européens de patinage artistique, en présentant des patineurs dans les catégories des Messieurs et des Couples.

## Qualifications
Les patineurs sont éligibles à l'épreuve s'ils représentent une nation européenne membre de l'Union internationale de patinage (International Skating Union en anglais). Les fédérations nationales sélectionnent leurs patineurs en fonction de leurs propres critères.
L'Union internationale de patinage autorise chaque pays à avoir de une à quatre inscriptions par discipline. 

## Podiums
| Épreuves                            | Or                          | Argent                        | Bronze                          |
| ----------------------------------- | --------------------------- | ----------------------------- | ------------------------------- |
| Messieurs résultats détaillés       | Alain Giletti               | Michael Booker                | Karol Divín                     |
| Dames résultats détaillés           | Ingrid Wendl                | Yvonne Sugden                 | Erica Batchelor                 |
| Couples résultats détaillés         | Sissy Schwarz / Kurt Oppelt | Marianna Nagy / László Nagy   | Marika Kilius / Franz Ningel    |
| Danse sur glace résultats détaillés | Pamela Weight / Paul Thomas | June Markham / Courtney Jones | Barbara Thompson / Gerard Rigby |

## Tableau des médailles
| Rang  | Nation               | Or | Argent | Bronze | Total |
| ----- | -------------------- | -- | ------ | ------ | ----- |
| 1     | Autriche             | 2  | 0      | 0      | 2     |
| 2     | Royaume-Uni          | 1  | 3      | 2      | 6     |
| 3     | France               | 1  | 0      | 0      | 1     |
| 4     | Hongrie              | 0  | 1      | 0      | 1     |
| 5     | Allemagne de l'Ouest | 0  | 0      | 1      | 1     |
| 5     | Tchécoslovaquie      | 0  | 0      | 1      | 1     |
| Total | Total                | 4  | 4      | 4      | 12    |

## Détails des compétitions

### Messieurs
| Rang | Nom                   | Nation               | Places | Points | Fig. impo. | Prog. libre |
| ---- | --------------------- | -------------------- | ------ | ------ | ---------- | ----------- |
| 1    | Alain Giletti         | France               |        |        | 1          | 2           |
| 2    | Michael Booker        | Royaume-Uni          |        |        | 2          | 1           |
| 3    | Karol Divín           | Tchécoslovaquie      |        |        | 3          |             |
| 4    | Alain Calmat          | France               |        |        |            |             |
| 5    | Tilo Gutzeit          | Allemagne de l'Ouest |        |        |            |             |
| 6    | Norbert Felsinger     | Autriche             |        |        |            |             |
| 7    | François Pache        | Suisse               |        |        |            |             |
| 8    | István Szenes         | Hongrie              |        |        |            |             |
| 9    | Brian Tuck            | Royaume-Uni          |        |        | 6          |             |
| 10   | Manfred Schnelldorfer | Allemagne de l'Ouest |        |        |            |             |
| 11   | Hans Müller           | Suisse               |        |        |            |             |
| 12   | Igor Persiantsev      | Union soviétique     |        |        |            |             |
| 13   | Hanno Sturher         | Autriche             |        |        |            |             |
| 14   | Hans-Jürgen Bäumler   | Allemagne de l'Ouest |        |        |            |             |
| 15   | Lev Mikhailov         | Union soviétique     |        |        |            |             |
| 16   | Valentin Zakharov     | Union soviétique     |        |        |            |             |

### Dames
| Rang | Nom                  | Nation               | Places | Points | Fig. impo. | Prog. libre |
| ---- | -------------------- | -------------------- | ------ | ------ | ---------- | ----------- |
| 1    | Ingrid Wendl         | Autriche             |        |        | 1          | 2           |
| 2    | Yvonne Sugden        | Royaume-Uni          |        |        | 2          | 1           |
| 3    | Erica Batchelor      | Royaume-Uni          |        |        |            |             |
| 4    | Rosi Pettinger       | Allemagne de l'Ouest |        |        |            |             |
| 5    | Hanna Walter         | Autriche             |        |        |            |             |
| 6    | Diana Clifton-Peach  | Royaume-Uni          |        |        |            |             |
| 7    | Sjoukje Dijkstra     | Pays-Bas             |        |        |            |             |
| 8    | Joan Haanappel       | Pays-Bas             |        |        |            |             |
| 9    | Erica Rucker         | Allemagne de l'Ouest |        |        |            |             |
| 10   | Ilse Musyl           | Autriche             |        |        |            |             |
| 11   | Emma Giardini        | Italie               |        |        |            |             |
| 12   | Alice Fischer        | Suisse               |        |        |            |             |
| 13   | Ina Bauer            | Allemagne de l'Ouest |        |        |            |             |
| 14   | Jindřiška Kramperová | Tchécoslovaquie      |        |        |            |             |
| 15   | Karin Borner         | Suisse               |        |        |            |             |
| 16   | Jana Mrázková        | Tchécoslovaquie      |        |        |            |             |
| 17   | Miloslava Tumová     | Tchécoslovaquie      |        |        |            |             |
| 18   | Gilberte Naboudet    | France               |        |        |            |             |
| 19   | Corinne Altman       | France               |        |        |            |             |
| 20   | Milena Kladrubska    | Tchécoslovaquie      |        |        |            |             |
| 21   | Michèle Allard       | France               |        |        |            |             |

### Couples
| Rang | Nom                              | Nation               | Places | Points |
| ---- | -------------------------------- | -------------------- | ------ | ------ |
| 1    | Sissy Schwarz / Kurt Oppelt      | Autriche             |        |        |
| 2    | Marianna Nagy / László Nagy      | Hongrie              |        |        |
| 3    | Marika Kilius / Franz Ningel     | Allemagne de l'Ouest |        |        |
| 4    | Joyce Coates / Anthony Holles    | Royaume-Uni          |        |        |
| 5    | Věra Suchánková / Zdeněk Doležal | Tchécoslovaquie      |        |        |
| 6    | Liesl Ellend / Konrad Lienert    | Autriche             |        |        |
| 7    | Eva Szőllősy / Gabor Vida        | Hongrie              |        |        |
| 8    | Lidia Gerasimova / Yuri Kiselev  | Union soviétique     |        |        |
| 9    | Carolyn Krau / Rodney Ward       | Royaume-Uni          |        |        |
| 10   | Eva Neeb / Karl Probst           | Allemagne de l'Ouest |        |        |
| 11   | Maya Belenkaya / Igor Moskvin    | Union soviétique     |        |        |
| 12   | Susi Holstein / Willi Wahl       | Suisse               |        |        |
| 13   | Vera Kuhrüber / Horst Kuhrüber   | Allemagne de l'Est   |        |        |
| 14   | Colette Tarozzi / Jean Vivès     | France               |        |        |

### Danse sur glace
| Rang | Nom                                      | Nation               | Places | Points | Danses imposées | Danse libre |
| ---- | ---------------------------------------- | -------------------- | ------ | ------ | --------------- | ----------- |
| 1    | Pamela Weight / Paul Thomas              | Royaume-Uni          |        |        |                 |             |
| 2    | June Markham / Courtney Jones            | Royaume-Uni          |        |        |                 |             |
| 3    | Barbara Thompson / Gerard Rigby          | Royaume-Uni          |        |        |                 |             |
| 4    | Fanny Besson / Jean-Paul Guhel           | France               |        |        |                 |             |
| 5    | Sigrid Knake / Günther Koch              | Allemagne de l'Ouest |        |        |                 |             |
| 6    | Catherina Odink / Jacobus Odink          | Pays-Bas             |        |        |                 |             |
| 7    | Edith Peikert / Hans Kutschera           | Autriche             |        |        |                 |             |
| 8    | Lucia Zorn / Rudolf Zorn                 | Autriche             |        |        |                 |             |
| 9    | Gerda Wohlgemut / Hannes Burkhardt       | Allemagne de l'Ouest |        |        |                 |             |
| 10   | Adriana Giuggiolini / Germano Ceccattini | Italie               |        |        |                 |             |
| 11   | Rita Paucka / Peter Kwiet                | Allemagne de l'Ouest |        |        |                 |             |
| 12   | Maria Grazia Locatelli / Vinico Toncelli | Italie               |        |        |                 |             |
| 13   | Olga Cilardini / Gianfranco Canepa       | Italie               |        |        |                 |             |